# 老脾氣
老脾氣（英語：Reepicheep）是英國作家C·S·路易斯創作的奇幻小說《納尼亞傳奇》系列裡的虛構人物，在《黎明行者號》一書裡扮演著重要角色。
老脾氣被描繪為一名老鼠劍客，納尼亞能言老鼠的領袖，牠彬彬有禮而無所畏懼，擁有強烈的自尊心，非常重視榮譽。

## 外觀
《賈思潘王子》裡描述，老脾氣比一般的老鼠還要大，用兩條腿站起來有一呎多高。其腰間掛著一根劍，在說話時習慣捻著牠的老鼠鬍鬚。後來，老脾氣的耳朵上還掛著一隻金環，上面插著一根紅羽毛。

## 角色描述

### 賈思潘王子
《賈思潘王子》裡，在賈思潘王子逃出叔叔米拉茲的掌控後，老脾氣帶著牠的手下們加入了賈思潘王子的陣營，抵抗坦摩軍隊。
在第二次貝路納之役中，老脾氣率領牠的手下們奮不顧身地投入戰鬥，在敵人的腳下發動攻擊。戰鬥結束時，老脾氣身負重傷，被手下十一隻老鼠抬著。露西用她的魔法果露治癒了老脾氣身上的傷，但是當老脾氣起身跟亞斯藍說話時，發現自己的尾巴並沒有再生，牠隨之為此向亞斯藍致歉，並說如果能言老鼠不維護自己的尊嚴，便會一直處於不利的地位。這時其他老鼠見到首領失去尾巴，也紛紛拔劍要砍斷各自的尾巴。亞斯藍在肯定了能言老鼠的偉大情操後，便運用魔力使老脾氣的尾巴復生。

### 黎明行者號
《黎明行者號》裡，作為老鼠長的老脾氣隨著賈思潘國王和黎明行者號的船員們一道出航尋找七位坦摩勳爵，牠自己還有一個航行到世界盡頭尋找亞斯藍的國度的心願。當露西和愛德蒙的表弟尤斯提來到船上，老脾氣時常與這個糟糕的男孩發生衝突。但是在尤斯提遭受詛咒成為一條龍後，老脾氣卻常去安慰與關心他。
當黎明行者號途經黑暗之島時，老脾氣敦促其他害怕的船員繼續前進，進而救出受困其中的路普勳爵，這是七位勳爵的第四位。最後的三位勳爵在拉曼杜島被發現，他們中了沉睡的咒語，眾人從星辰拉曼杜口中得知，如果船隻繼續航行至世界盡頭，且留下一人不回來，三位勳爵的咒語方可打破。老脾氣自願擔當這個責任留在世界盡頭，牠對此十分高興；在與露西等人道別後，老脾氣獨自一人乘著小皮筏前往世界盡頭以東的亞斯藍國度。

### 最後的戰役
《最後的戰役》裡，當主角們抵達亞斯藍國度花園的大門前，開門迎接他們的便是老脾氣。

## 創作與寓意
作者C·S·路易斯早在撰寫納尼亞系列書籍前就非常喜歡老鼠，他在童年時期就曾寫過關於全副武裝的老鼠的故事。
對於老脾氣這個角色所象徵的寓意，路易斯亦曾評論說「在我們這個世界上，任何一個致力於尋求天堂的人都會像老脾氣一樣」。在給讀者的另一封信中，路易斯又說「整個納尼亞的故事都是關於基督的，系列每本書都是為了展示基督教的不同方面，《黎明行者號》講的是『精神生活』，尤其是指老脾氣」。
小說出版後，一些年輕的讀者會把老脾氣畫出來，並將這些插圖寄給路易斯，其中一名讀者甚至還製作了一個能言老鼠的雕像給路易斯。

## 改編
在1989年英國BBC製作的電視劇《賈思潘王子》和《黎明行者號》裡，由瓦威克·戴維斯飾演老脾氣。
在電影《納尼亞傳奇：賈思潘王子》裡，埃迪·伊扎德為老脾氣配音，片方在審核過幾百名候選者的聲音後，才確定由埃迪·伊扎德為此一角色配音。這個角色在電影裡的造型是用電腦動畫繪製的。導演安德魯·亞當森表示老脾氣是片裡他最喜歡的角色之一。
而在該片的續集《納尼亞傳奇：黎明行者號》則改由西蒙·佩吉為老脾氣配音。視覺特效小組刻意讓老脾氣看起來比上一部電影更加年長和成熟。導演麥可·艾普特認為老脾氣是「非常重要的角色，牠與尤斯提的關係是電影中最重要的元素之一」，西蒙·佩吉則評論說「老脾氣是一只有高貴情懷的小老鼠。」

## 外部連結
- 互联网电影数据库上老脾氣的资料（英文）
- C·S·路易斯和他的老鼠 （页面存档备份，存于）（英文）